# Rezeption (Kunst)
Rezeption (von lateinisch receptio ‚Aufnahme‘) bezeichnet in der Kunst die verstehende Aufnahme eines Werks durch die Rezipienten (Betrachter, Leser oder Hörer). Der Begriff umfasst vielfältige Arten der Wahrnehmung und Verarbeitung von Werken und reicht von der Lektüre und dem Verstehen des Einzelnen bis zu den Reaktionen der Kritiker, des Kulturbetriebs und der Öffentlichkeit.
Die rezeptionsästhetische Fragestellung geht von der Offenheit des Bedeutungs- und Sinnangebots eines Kunstwerks aus und „versucht die Geschichte der Literatur und der Künste […] als einen Prozess ästhetischer Kommunikation zu begreifen“. Erst unter dem je nach Erwartung, Bildung und Verständnis unterschiedlichen Horizont eines Rezipienten gewinnt ein Werk für den Betrachter, Leser oder Hörer seine Bedeutung, manifestiert sich ein Sinn. Die Offenheit des Kunstwerks sowie die jeweils durch kulturelle und gesellschaftliche Entwicklungen neuen Bedingungen geben daher jeder Zeit erneut die Aufgabe und Chance, ein Werk vergangener oder zeitgenössischer Kunst zu verstehen und in den eigenen Deutungszusammenhang aufzunehmen.
Innovative zeitgenössische Kunst hat zu allen Zeiten beim Publikum auch Ablehnung hervorrufen können, da sie Erwartungen hinsichtlich Ausführungstechniken, Darstellungsweisen, Sehgewohnheiten, Verwendungsarten oder moralischen Auffassungen nicht erfüllte. Im Allgemeinen sind solche ablehnenden Reaktionen der Rezipienten abhängig von den identifizierten tradierten Formen, deren Bewertung und der wahrgenommenen Diskrepanz zu den geformten Erwartungen. Sie reichen von Achtlosigkeit gegenüber einem Werk bis hin zu dessen Zerstörung und fallen nicht selten nach sozialer Schichtung verschieden aus.
Die Entwicklung der Rezeption eines Künstlers basiert einerseits auf den Veränderungen der Rezipienten und ihrer sich wandelnden Erwartungsnormen, andererseits auf den Wandlungen des Künstlers selbst.
In der Kunstrezeption übernimmt ein Künstler bewusst künstlerische Einfälle, Werkformen und Stile vergangener Kunstepochen. Die formale und inhaltliche Interpretation eines Werkes durch einen Kunsthistoriker untersucht es in dessen Beziehungen zu anderen Werken, die zu gleicher oder anderer Zeit beziehungsweise Epoche entstanden sind.
Der Begriff der Kunstrezeption wird aber auch gebraucht für die Art und Weise der Aufnahme von Werken durch die Öffentlichkeit. Auch hier lassen sich im Verlauf der Geschichte Änderungen in der betrachtenden, lesenden oder hörenden Aufnahme eines Werks feststellen und durch bevorzugte Merkmale charakterisieren. Der Wandel, also das jeweils aktuelle künstlerische Empfinden und Urteilen des Betrachters, Hörers oder Lesers, hat Rückwirkungen. Nicht nur auf den Künstler selbst als Zeitgenossen, sondern auch auf die nachfolgende Bewertung von Künstlern, von Einzelwerken oder von Kunststilen. Daher ist es für eine Rezeptionsgeschichte notwendig, die verschiedenen Ausprägungen eines ästhetischen Bewusstseins anhand der zeitgenössischen Quellen zu erforschen sowie zeitgebundene Normen zu vergleichen, um deren Entwicklung aus heutiger Sicht nachvollziehen zu können.
Die Untersuchung unterschiedlicher und sich auch historisch verändernder Rezeptionsweisen ist auch bezüglich der Kunst- und Werksoziologie und der Kommunikations- und Medienwissenschaft von Bedeutung, da sich gezeigt hat, dass vielfältige Aspekte dabei Einfluss haben: Alter, Geschlecht, Kultur, weitere sozialwissenschaftliche Kategorien wie die Herkunft aus einem ländlichen oder urbanen Umfeld, die Religionszugehörigkeit und vieles andere mehr. Auf der individuellen Seite sind Aspekte wie der Lerntyp (visuell, akustisch, kinästhetisch und andere) wichtig. Nicht zuletzt spielt auch die Wahl des Mediums eine Rolle (Medienadäquatheit).
Für die Literaturrezeption wurden am Beispiel lateinamerikanischer Literatur im deutschsprachigen Raum – die hier erst nach dem Zweiten Weltkrieg von weiteren Kreisen rezipiert wurde, angestoßen insbesondere durch die Borges-Rezeption in Frankreich – als wesentliche vermittelnde Instanzen des Rezeptionsprozesses herausgestellt: Übersetzer, Literaturagenten, Lektoren, Kulturvermittler, Literaturwissenschaftler, Literaturkritiker.